# Saving Abel
Saving Abel - рок-група з невеликого містечка Коринф, штат  Міссісіпі. Була утворена в  2004 році, в  2008 році випустила свій перший альбом "Saving Abel", а в 2010 другий альбом під назвою "Miss America".
«Коли вам подобається пісня, що звучить по радіо і ви поняття не маєте, хто її виконує, вам здається, що ви вже чули щось подібне. Ось ми якраз і є такою командою »- характеризують свою творчість учасники групи.

## Біографія
Джаред Вікс і Джейсон Нулла заснували групу в 2004 році. У 2005 році до них приєдналися гітарист Скотт Баретт, басист Ерік Тейлор і барабанщик Блейк Діксон. Через деякий час хлопців зауважив продюсер Скідд Міллс (Skidd Mills), до цього співпрацював з ZZ Top, Saliva і  Робертом Креем. Він запропонував групі використовувати свою студію «747 Studios» в  Мемфісі.
Дебютний однойменний альбом групи вийшов тільки в березні 2008 року на лейблі Virgin Records і отримав позитивні відгуки. Перший сингл «Addicted» (пісня про колишню подругу) потрапив на 20 сходинку національного чарту Billboard Hot 100 і на 2 місце в US Mainstream Rock Chart. Сам альбом добрався до 49 місця в Billboard 200 і станом на лютий 2009 проданий тиражем в 382,443 копій. 16 березня 2009 платівка отримала  золотий статус продажів. 
На початку 2009 року Saving Abel вирушили в «Dark Horse Tour» групи Nickelback, влітку 2009 року зіграли на оупен-еіре з Hinder і Papa Roach. Так само, під час власного турне по США встигла пограти на одній сцені з  Red, Pop Evil і Taddy Porter. 
7 квітня 2009 року гурт випустила  EP - альбом під назвою «18 Days Tour», який включав в себе акустичні версії хітів «Addicted» і «18 Days», а також 2 нові пісні - «Goodbye» і «Trying To Clear My Head».
У січні 2010 року Saving Abel повернулися в студію, щоб розпочати зйомку другого студійного альбому. Альбом отримав назву Miss America і планується до випуску 8 червня 2010 року. Одна з пісень з нового альбому вже доступна для скачування - акустична версія «Sex Is Good».8 квітня 2010 вийшов перший сингл «Stupid Girl (Only In Hollywood)» з підготовлюваного до релізу альбому групи. З 19 квітня пісня стала доступна для прослуховування на рок-радіостанціях.

## Склад групи
- Jared Weeks - вокал
- Jason Null - соло-гітара, бек-вокал
- Scott Bartlett - ритм-гітара, бек-вокал
- Eric Taylor - бас-гітара
- Blake Dixon - ударні